# Team Alpha Male

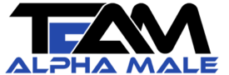

Il Team Alpha Male è un team di arti marziali miste con sede a Sacramento, negli Stati Uniti.
Venne fondata nel 2004 dal campione di MMA Urijah Faber ed è caratterizzata da un gran numero di top fighter nelle divisioni di peso dai pesi piuma in giù.
Negli anni 2010, periodo di maggior successo dei lottatori del Team Alpha Male nell'organizzazione UFC, la squadra sviluppò una rivalità sportiva con il team brasiliano Nova União, anch'esso formato da atleti al vertice nelle categorie di peso più leggere.
In quel periodo di ascesa il team fece leva anche su coach di livello nella kickboxing quali Duane Ludwig e Martin Kampmann.

## Atleti di rilievo
- Cody Garbrandt - campione dei pesi gallo UFC
- Urijah Faber - campione dei pesi piuma WEC
- Miesha Tate - campionessa dei pesi gallo femminili Strikeforce e UFC
- Martin Kampmann - campione dei pesi medi Cage Warriors
- Lance Palmer - campione dei pesi piuma WSOF
- Chad Mendes
- Joseph Benavidez
- Danny Castillo